# Cenk Tosun
Cenk Tosun, född 7 juni 1991 i Wetzlar i Tyskland, är en turkisk fotbollsspelare som spelar för Fenerbahçe i turkiska Süper Lig.

## Karriär
Den 5 januari 2018 värvades Tosun av Everton, där han skrev på ett fyra och ett halvtårskontrakt. Den 10 januari 2020 lånades Tosun ut till Crystal Palace på ett låneavtal över resten av säsongen 2019/2020.